# Massimo Tarenghi
Massimo Tarenghi és un astrònom italià.

## Biografia
Llicenciat en Ciències Físiques per la Universitat de Milà el 1970, el mateix any va ser assistent i després professor d'astrofísica a la Universitat de Milà. El 1977 es va convertir en membre de l'ESO i des de 1979 és Membre del personal Internacional de l'ESO. El 1973 va ser nomenat Director de projecte del New Technology Telescope de l'ESO a La Silla (Xile). El 1988 va ser nomenat director de la coordinació i control de la Very Large Telescope. El gener de 1991 va ser nomenat el Programa Científic de la Very Large Telescope i al novembre del mateix any, es va convertir en gerent de Programa/Cap de Divisió de la Very Large Telescope. Actualment és el representant a Xile de l'ESO de l'ens que administra tres llocs: La Silla, Paranal i Chajnantor.
El juny de 2002, Massimo Tarenghi va ser nomenat Director del Projecte de l'Atacama Large Millimeter Array, és el projecte astronòmic més gran en desenvolupament. De l'abril de 2003 a l'abril de 2008 va ser director.
És membre de l'Accademia Nazionale dei Lincei. Va ser nomenat Orde al Mèrit de la República Italiana i el 2006 va rebre el Premi Internacional Barsanti i Matteucci.
Els seus interessos astronòmics inclouen els cúmuls de galàxies, la distribució a gran escala de galàxies en l'univers, i els nuclis galàctics actius.